# Marion Maréchal
Marion Jeanne Caroline Maréchal (Saint-Germain-en-Laye, 10 de diciembre de 1989) es una política francesa. Es nieta del fundador del Frente Nacional (FN), Jean-Marie Le Pen y sobrina de la líder del mismo Marine Le Pen. Maréchal fue miembro del Frente Nacional y diputada en la Asamblea Nacional por el departamento de Vaucluse. Con 22 años de edad en el momento de su elección, se convirtió en la diputada más joven de Francia en la historia política moderna.
El 9 de mayo de 2017, comunicó que no repetiría el escaño en la Asamblea Nacional de Francia, y su abandono de la vida política activa en el FN para fundar en Lyon el Instituto de Ciencias Sociales, Económicas y Políticas (ISSEP) .

## Biografía
Es nieta de Jean-Marie Le Pen y sobrina de Marine Le Pen. Su padre Samuel Maréchal fue el fundador del movimiento juvenil del Frente Nacional, aunque realmente su padre biológico fue Roger Auque,[cita requerida] periodista y diplomático francés.
Empezó a militar en el Frente Nacional en 2008, el cual fundó su abuelo Jean Marie Le Pen y en 2012 fue elegida para el Parlamento francés por la tercera circunscripción de Vaucluse, convirtiéndose así en la parlamentaria francesa más joven de la historia. A principios de julio de 2012, Maréchal se convirtió en miembro de la junta ejecutiva del Frente Nacional.

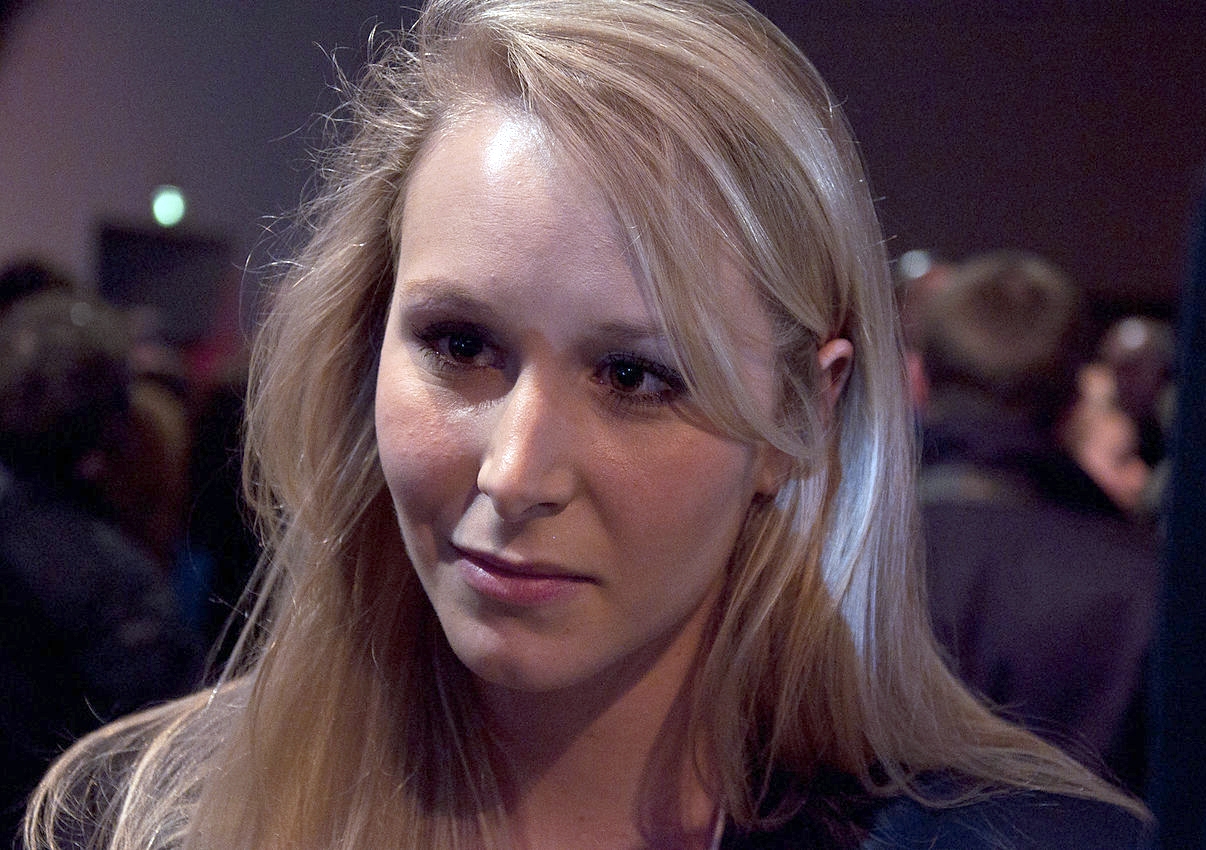
Marion Maréchal en 2012

Después de las elecciones regionales de 2015, en las que obtuvo el mejor resultado para una candidata del FN, se convirtió en la líder de la oposición en el Consejo Regional de Provenza-Alpes-Costa Azul.
En 2017, no buscó la reelección como miembro de la Asamblea Nacional y renunció como consejera regional. En 2018, fundó el Instituto de Ciencias Sociales, Económicas y Políticas (ISSEP) en Lyon, un think tank de ultraderecha.
De cara a las elecciones presidenciales francesas de 2022, Maréchal apoyó la candidatura de Éric Zemmour, lo cual fue visto como una "traición" a su tía Marine Le Pen.